# Картеллино

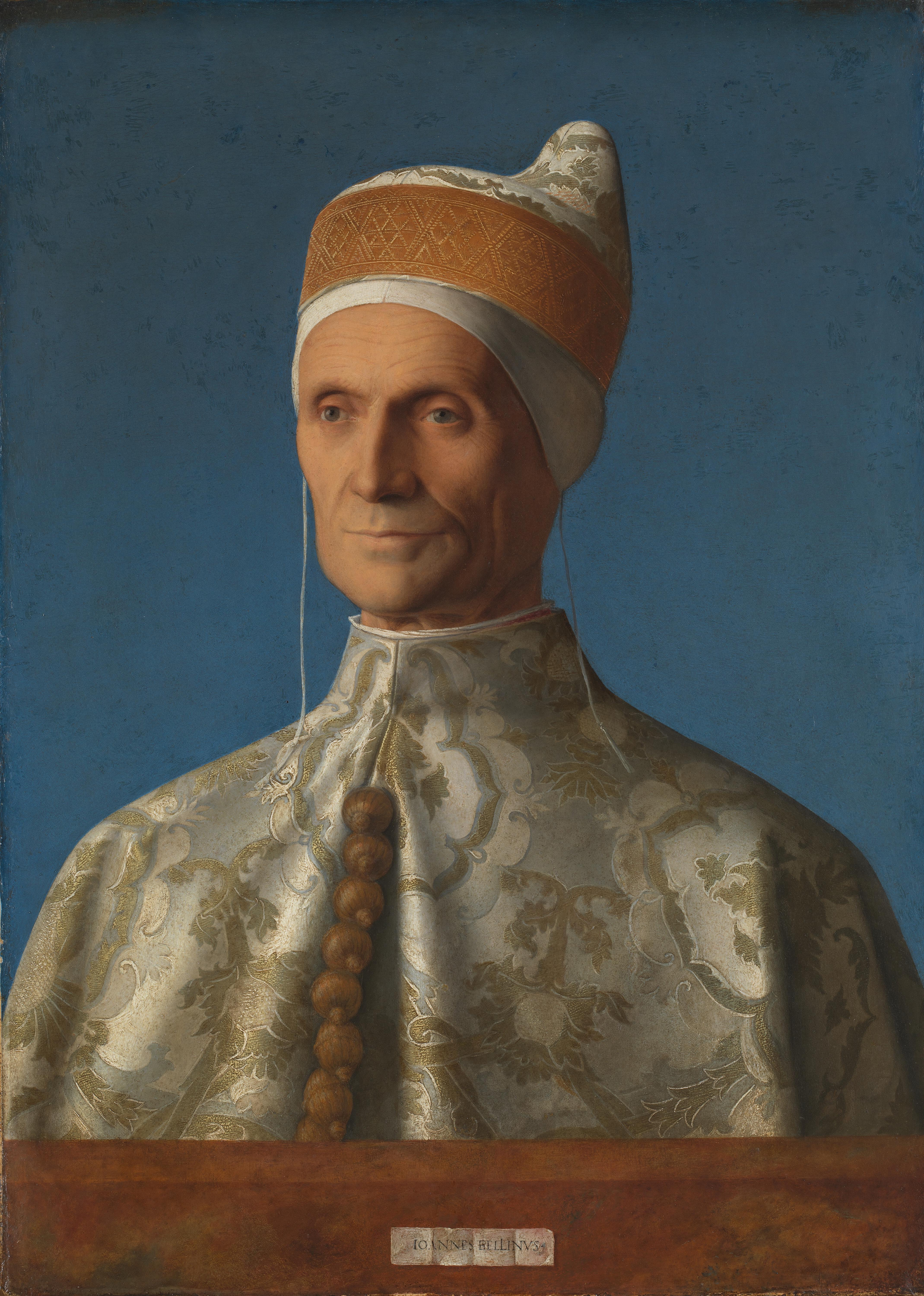
Картеллино на картине «Портрет дожа Леонардо Лоредано» Джованни Беллини (1501—02)

Картеллино (итал. cartellino — «ярлычок, этикетка») — иллюзорно нарисованная бумага, лента или бандероль, на которой размещается подпись художника, дата или название картины. Может также содержать высказывание религиозного характера или девиз человека, изображённого на портрете. Обычно располагается на стене или парапете, на переднем или на заднем плане.
Приём был широко распространён в определённый период времени (ок. 1440—1520) на ограниченной территории (Венеция). Впервые, вероятно, его применил Филиппо Липпи в своей «Мадонне» 1437 года. Впоследствии картеллино встречается, в частности, у таких художников, как Джованни Беллини и Антонелло да Мессина.